# 서울 청계천 수표
서울 청계천 수표(서울 淸溪川 水標)는 서울특별시 동대문구, 세종대왕기념관에 있는 조선시대의 수표 유물이다. 1985년 8월 9일 대한민국의 보물 제838호로 지정되었다. 

## 개요

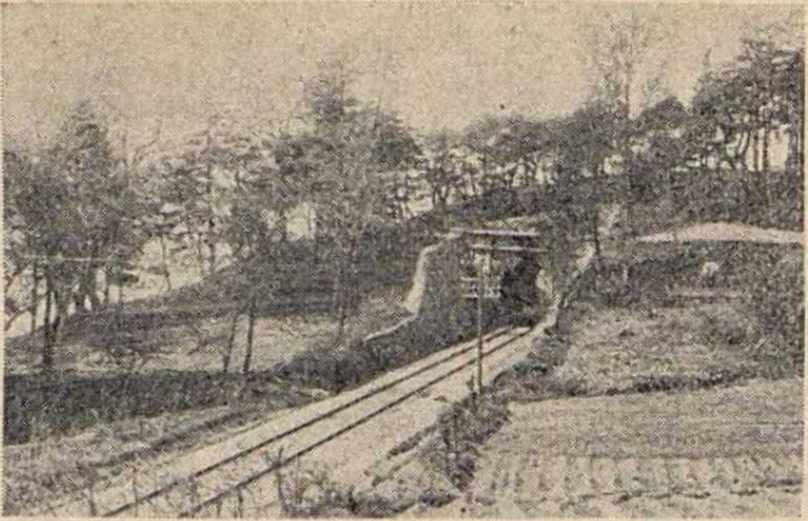
한강변 수표 터

조선 세종 때 강우량을 측정하기 위해 측우기를 만들고, 이 방법으로 하천의 수위를 측정하기 위해 설치한 것이 수표이다. 한강변과 청계천 2곳에 설치하였는데 한강변의 것은 바윗돌에 직접 눈금을 새긴 것이고, 청계천의 것은 낮은 돌기둥 위에 나무기둥을 세운 형태였다.
그 중 지금까지 남아 있는 청계천의 수표는 성종(재위 1469∼1494) 때 돌기둥으로 개량한 것으로 높이 3m, 폭 20cm의 화강암 사각기둥으로 만들었다. 위에는 연꽃무늬가 새겨진 삿갓 모양의 머릿돌이 올려져 있고, 밑에는 직육면체의 초석이 땅 속 깊이 박혀있다. 돌기둥 양면에는 1척(21cm)마다 1척에서 10척까지 눈금을 새기고 3·6·9척에는 Ｏ표시를 하여 각각 갈수(渴水)·평수(平水)·대수(大水)라고 표시하였다. 6척 안팎의 물이 흐를 때가 보통수위이고, 9척이 넘으면 위험 수위로 보아 하천의 범람을 미리 예고하였다.
세종 때 나무 수표와 비교하면 촌·푼까지 정확하게 측정할 수 없는 점이 아쉽지만, 가뭄과 홍수를 미리 예견할 수 있어 실생활에 직접 이용된 한층 더 발전된 것이다.

## 같이 보기
- 측우기

## 참고 문헌
- 서울 청계천 수표 - 국가유산청 국가유산포털
- 김연옥 (1986). 《한국의 기후와 문화》. 서울: 이화여자대학교 출판부.